# Oligella
Oligella es un género de bacterias gramnegativas de la familia Alcaligenaceae. Fue descrito en el año 1987. Su etimología hace referencia a bacteria pequeña, con limitadas propiedades nutricionales. Son bacterias aerobias y en general inmóviles, aunque algunas cepas de Oligella ureolytica son móviles. Catalasa y oxidasa positivas. Su patogenicidad no está clara, aunque se ha aislado del tracto urinario y de la sangre en varios casos.

## Taxonomía
Actualmente existen dos especies descritas:
- Oligella ureolytica
- Oligella urethralis